# Gare de Sundhoffen
La gare de Sundhoffen est une gare ferroviaire française de la ligne de Colmar-Central à Neuf-Brisach, située sur le territoire de la commune de Sundhoffen, dans la collectivité européenne d'Alsace, en région Grand Est.
Elle est aujourd'hui fermée à tout trafic.

## Situation ferroviaire
La gare de Sundhoffen est située au point kilométrique (PK) 8,4 de la ligne de Colmar-Central à Neuf-Brisach.

## Histoire
Le bâtiment voyageurs est construit en 1880 par la Direction générale impériale des chemins de fer d'Alsace-Lorraine (EL).
Le 19 juin 1919, la gare entre dans le réseau de l'Administration des chemins de fer d'Alsace et de Lorraine (AL), à la suite de la victoire française lors de la Première Guerre mondiale. Puis, le 1er janvier 1938, cette administration d'État forme avec les autres grandes compagnies la SNCF, qui devient concessionnaire des installations ferroviaires de Sundhoffen. Cependant, après l'annexion allemande de l'Alsace-Lorraine, c'est la Deutsche Reichsbahn qui gère la gare pendant la Seconde Guerre mondiale, du 1er juillet 1940 jusqu'à la Libération (en 1944 – 1945).
La ligne Colmar - Neuf-Brisach est fermée au service voyageurs le 17 mars 1969 mais est toujours ouverte au service marchandises.
La gare de Sundhoffen comportait une voie d'évitement (aujourd'hui disparue) pour permettre aux trains de se croiser. Des wagons de céréales et d'engrais y stationnaient jusqu'à la fin des années 1980.
La gare ouverte la plus proche est celle de Colmar.

## Patrimoine ferroviaire
L'ancien bâtiment voyageurs a été vendu à un particulier. Un passage à niveau se trouve à proximité de celui-ci.